# Hanna Siukało
Hanna Ołeksandriwna Siukało (ukr. Ганна Олександрівна Сюкало;  ur. 12 września 1976) – ukraińska piłkarka ręczna, medalistka olimpijska i mistrzostw Europy.
Ukończyła Narodowy Uniwersytet Wychowania Fizycznego i Sportu Ukrainy, występowała m.in. w węgierskim klubie Vaci.
Została wicemistrzynią Europy w 2000 roku. Wystąpiła również na letnich igrzyskach w Atenach. Ukraina zdobyła brązowy medal olimpijski, zaś Siukało strzeliła 14 bramek.
Odznaczona Orderem Księżnej Olgi III stopnia, zasłużona mistrzyni sportu Ukrainy (2004).